# La Construction sociale de la réalité
La Construction sociale de la réalité est un essai de sociologie de la connaissance de l'Américain d'origine autrichienne Peter L. Berger et du Slovène Thomas Luckmann paru en 1966 sous le titre original The Social Construction of Reality. A treatise in the sociology of knowledge. S'inspirant de la tradition phénoménologique, en particulier des travaux d'Alfred Schütz, cet ouvrage a beaucoup contribué au développement du constructivisme social. Ses auteurs introduisent entre autres les concepts de construction sociale et de socialisations primaire et secondaire.

## Réception dans le milieu universitaire
Cet ouvrage désormais classique est aujourd'hui, d'après Danilo Martuccelli, qui a participé à sa traduction en français, « parmi les plus lus de la sociologie ». Le public français a accès en 1986 à la traduction de Pierre Taminiaux, aux Editions Méridiens Klinsieck, avec une préface de Michel Maffesoli. De fait, il a obtenu la cinquième place parmi les ouvrages les plus importants publiés par la discipline au XXe siècle à l'issue d'un sondage réalisé parmi les membres de l'Association internationale de sociologie en 1997 : au classement, il suit directement L'Éthique protestante et l'esprit du capitalisme de Max Weber et précède immédiatement La Distinction de Pierre Bourdieu.